# Le sconvolgenti origini del Rat-Man
Le sconvolgenti origini del Rat-Man, nella prima edizione intitolata semplicemente Rat-Man, è una storia a fumetti realizzata da Leo Ortolani nel 1989. Si tratta della prima storia in assoluto sul supereroe Rat-Man, del quale narra le origini.

## Trama
La storia narra le origini di Rat-Man: diventò orfano alle svendite ai grandi magazzini e decise di combattere il crimine. Dopo aver scelto il nome Rat-Man cominciò a farsi temere tra i criminali della Città Senza Nome, finché non si scontrò con il Buffone e riuscì a liberare un orfano da lui rapito (orfano che nelle storie successive diventerà il suo aiutante Tòpin).

## Realizzazione
La storia è stata realizzata nel 1989 da Ortolani per partecipare a un concorso per autori esordienti organizzato dalla rivista L'Eternauta; Ortolani realizzò prima una storia seria, Ognuno ha i suoi problemi, e poi decise di inviarne anche una comica. Per quest'ultima scelse di parodiare il Batman di Tim Burton, di grande successo all'epoca, anche se non l'aveva visto (ma conosceva gli elementi tipici dei fumetti del personaggio). Del personaggio DC riprende molti elementi:
- Rat-Man (con evidente assonanza a Batman) è un milionario che lotta contro il crimine aiutato dal fedele maggiordomo (Arcibaldo, omologo di Alfred);
- da bambino, dopo aver perso i genitori, Rat-Man decise di lottare contro il crimine (proprio come Batman, benché per motivi diversi);
- per scegliere il suo nome e il suo simbolo, Bruce Wayne prese spunto da un pipistrello entrato dalla sua finestra mentre era seduto sulla poltrona a pensare; analogamente, Rat-Man ha un'illuminazione ricevendo il suo settimanale preferito (Topolino) mentre sta valutando il nome migliore seduto sulla poltrona;
- molte sue pose sono parodie di quelle minacciose ed epiche di Batman, così come i suoi oggetti (la rat-cintura, il rat-segnale ecc.) richiamano quelli usati dal supereroe DC (la bat-cintura, il bat-segnale ecc.)
- il Buffone e Tòpin sono i corrispettivi rat-maniani del Joker e di Robin (benché il Buffone sia più simile al Jester della Marvel Comics);[3][4] nella sua prima apparizione fumettistica, il Joker rapisce Robin e Batman accorre a salvarlo (come succede in questa storia con altri personaggi).

Oltre allo stesso Rat-Man fanno la loro prima apparizione personaggi che poi diventeranno ricorrenti nella serie come Cinzia, Arcibaldo, il Buffone e Tòpin; benché non appaiano ancora poliziotti come Brakko, Krik o Jordan, compare il commissario della città, che non apparirà più nelle storie fino ad una storia ambientata nel passato in cui viene raccontato come lasciò il posto a Krik.
In questa prima versione della storia il logo di Rat-Man (i 3 cerchi concentrici che richiamano la testa stilizzata di un topo con le orecchie) era uguale a quello di Topolino, che lo aveva ispirato nello scegliere la sua identità da supereroe; successivamente, nella versione ridisegnata del 1996 Ortolani lo cambiò per evitare possibili problemi di copyright.

## Storia editoriale

### In italiano
La storia, originariamente di 6 pagine e dal titolo Rat-Man, è stata pubblicata nel giugno 1990 su Spot n. 2 (supplemento a L'Eternauta n. 86), edizioni Comic Art.
Successivamente Ortolani ha riveduto e corretto la storia, portandola a 14 pagine e con uno stile di disegno più curato, ed è stata pubblicata sullo speciale Rat-Man Speciale Origini!, edito da Foxtrot nel marzo 1996 e ristampato da Bande Dessinée nel novembre 1996. A partire da questa edizione la storia ha assunto il titolo Le sconvolgenti origini del Rat-Man.
La storia è stata poi ristampata in differenti serie e volumi dedicati a Rat-Man:
- Rat-Man Collection n. 1, ed. Panini Comics, aprile 1997
- Rat-Man il grande, su Special Events n. 14, ed. Panini Comics, giugno 1998
- Rat-Agenda, ed. Cartorama, luglio 1999[5]
- Tutto Rat-Man n. 1, ed. Panini Comics, febbraio 2002
- I classici del fumetto di Repubblica n. 18, ed. Gruppo Editoriale L'Espresso, giugno 2003 (allegato al quotidiano la Repubblica)
- Rat-Man - Superstorie di un supernessuno, ed. Rizzoli, giugno 2006
- Rat-Man Gigante n. 1, ed. Panini Comics, marzo 2014

Una versione colorata da Lorenzo Ortolani (fratello di Leo) è stata pubblicata nell'agosto 2004 su Rat-Man Color Special n. 1 edito da Panini Comics, poi ristampata nel novembre 2009 sul volume Rat-Man - Eroi per ridere appartenente alla collana 100 anni di fumetto italiano (n. 8), ed. Rcs (allegato ai quotidiani Corriere della Sera e La Gazzetta dello Sport).
La prima versione della storia con i vecchi disegni, ma di 14 pagine, è stata ristampata nel novembre 2009 su Rat-Man Collection n. 75 (ed. Panini Comics) in occasione del ventennale della nascita di Rat-Man.
La sceneggiatura originale della storia, realizzata nel 1989 sulle pagine di un'agenda, è stata pubblicata nell'albo celebrativo Rat-Con 2014 allegato a Rat-Man Collection n. 100 solo per i partecipanti all'omonima festa di celebrazione tenutasi a Parma l'11 gennaio 2014 per festeggiare i 100 numeri della serie.

### In altre lingue
La storia è stata anche pubblicata in Spagna, prima sul mensile in bianco e nero Rat-Man (n. 1, maggio 2001) edito da Sulaco Ediciones, e poi sul trimestrale a colori Rat-Man (n. 1, febbraio 2005) edito da Panini Comics España.
Inoltre nel novembre 2007 è stata pubblicata la storia tradotta in esperanto nel volume Rat-Man nell'ambito del "Progetto RoMEo" ("Rat-Man in Esperanto"), pubblicazione italo-francese della casa editrice slovacca Espero per IEJ e JEFO.
Infine a giugno 2011 la storia è stata pubblicatata in Croazia sul bimestrale in bianco e nero Rat-Man (n. 1) edito da Fibra.

## Premi
Grazie a questa storia Ortolani vinse il premio Spot come migliore sceneggiatore esordiente a Lucca Comics nel 1990.